# Maroi Mezien
Maroi Al-Mezien (Tunísia, 28 d'octubre de 1988) és una esportista tunisenca que competeix en lluita estil lliure, guanyadora d'una medalla de bronze als Jocs Panafricans de 2015. Ha guanyat vuit medalles al Campionat Africà entre els anys 2009 i 2016. Va participar en els Jocs Olímpics de Londres 2012, aconseguint un 14è lloc. Va obtenir una medalla de bronze als Jocs Mediterranis de 2013.

## Palmarès internacional
-

| Jocs Panafricans  | Jocs Panafricans              | Jocs Panafricans | Jocs Panafricans |
| Any               | Lloc                          | Medalla          | Categoria        |
| ----------------- | ----------------------------- | ---------------- | ---------------- |
| 2015              | Brazzaville ( Rep. del Congo) | 3                | Lliure 48 kg     |
| Campionat Africà  |                               |                  |                  |
| Any               | Lloc                          | Medalla          | Categoria        |
| 2009              | Casablanca ( Marroc)          | 3                | Lliure 51 kg     |
| 2010              | el Caire ( Egipte)            | 1                | Lliure 48 kg     |
| 2011              | Dakar ( Senegal)              | 3                | Lliure 48 kg     |
| 2012              | Marrakech ( Marroc)           | 3                | Lliure 48 kg     |
| 2013              | Yamena ( Txad)                | 1                | Lliure 48 kg     |
| 2014              | Tunísia ( Tunísia)            | 1                | Lliure 48 kg     |
| 2015              | Alexandria ( Egipte)          | 2                | Lliure 48 kg     |
| 2016              | Alexandria ( Egipte)          | 3                | Lliure 53 kg     |
| Jocs Mediterranis |                               |                  |                  |
| Any               | Lloc                          | Medalla          | Categoria        |
| 2013              | Mersin ( Turquia)             | 3                | Lliure 48 kg     |